# Mātauranga Māori
Mātauranga (tradução literal: conhecimento Māori) é um termo moderno para o conhecimento tradicional do povo Māori da Nova Zelândia. O conhecimento tradicional Māori é multidisciplinar e holístico, e há considerável sobreposição entre os conceitos. Inclui gestão ambiental e desenvolvimento econômico com o objetivo de preservar a cultura Māori e melhorar a qualidade de vida do povo Māori ao longo do tempo.
Os ancestrais dos povos Māori se estabeleceram pela primeira vez na Nova Zelândia (Aotearoa) vindos de outras ilhas da Polinésia no final do século XIII d.C e desenvolveram uma cultura e um sistema de conhecimento distintos. Mātauranga cobre todo o período de tempo desde então. Portanto, inclui a navegação oceânica e outros conhecimentos compartilhados no mundo polinésio. Devido à colonização europeia, a partir do início do século XIX, muitos mātauranga foram perdidos ou altamente influenciados pelo cristianismo e por outros aspectos da cultura estrangeira. A partir da década de 1960, o mātauranga alcançou uma importância renovada tanto na cultura Māori quanto na cultura mais ampla da Nova Zelândia.
Mātauranga Māori só recentemente ganhou reconhecimento na comunidade científica por incluir algum conhecimento consistente com o método científico; foi anteriormente percebido por instituições científicas e pesquisadores como conhecimento inteiramente mitológico, totalmente substituído pela ciência moderna. No século XXI, Mātauranga é frequentemente usado por acadêmicos e instituições governamentais ao abordar problemas ambientais específicos, com instituições ou organizações em parceria com iwi, geralmente com financiamento do governo.

## Etimologia e significado
Mātauranga Māori como uma frase tornou-se popular na década de 1980 depois de ser adotada pelo governo da Nova Zelândia e no ensino superior. O termo tornou-se útil em parte devido ao processo de reivindicações do Tratado de Waitangi, que incluía solicitações para a proteção do conhecimento tradicional.
Kaupapa Māori é a base ou princípios do pensamento Māori. São os princípios governantes a partir dos quais mātauranga foi criado. A relação exata dos dois domínios não é definida; no entanto, são conceitos distintos.

## História
| Matauranga - | subdisciplina                                    |
| ------------ | ------------------------------------------------ |
| - huaota     | botânica                                         |
| - hapori     | sociologia                                       |
| - tōrangapū  | Ciência Política                                 |
| -toi         | artes                                            |
| - hanga poti | construção de barcos, habilidades de carpinteiro |

Mātauranga foi tradicionalmente preservado por meio da linguagem falada, incluindo canções, tecelagem de escultura complementada e pintura, incluindo tatuagens. Desde a colonização, o mātauranga foi preservado e compartilhado por meio da escrita, primeiro por antropólogos e missionários não maoris, depois por maoris.
Quando mātauranga foi registrado por antropólogos, o processo foi prejudicado por seus preconceitos. Era prática comum tentar sintetizar a variação geográfica em mātauranga, levando à criação de uma única história oral Māori (por exemplo, a Grande Frota) e cultura. Esses informantes antropólogos às vezes também eram pagos por página de informação.
A sociedade Māori refere-se aos seus especialistas tradicionais em cura como tohunga. Tohunga eram muitas vezes a única fonte de conhecimento medicinal e educação na cultura Māori. Em 1907, o Parlamento da Nova Zelândia aprovou a Lei de Supressão de Tohunga, que tornou as práticas de tohunga ilegais e puníveis com multas ou prisão. A Lei de Supressão de Tohunga foi finalmente revogada em 1962 sob a Lei de Desenvolvimento da Comunidade Māori. Embora tenha causado em parte a supressão do conhecimento e da ciência Māori, a legislação falhou em geral. A intenção do governo da Nova Zelândia era inibir as práticas tradicionais, mas alguns maoris permaneceram fiéis ao tohunga.

## Estrutura
Como mātauranga enfatiza a conexão de todo o conhecimento, não existe um sistema único para sua divisão em subdisciplinas. Whakapapa e a língua Māori (te reo Māori) são considerados conceitos-chave abrangentes. Whakapapa representa a conexão entre o mundo natural e humano devido à sua origem comum. Acredita-se que o mātauranga pode ser melhor compreendido em seu próprio idioma e é a única maneira de preservar o mātauranga no futuro.
| Uma casa forte (Whare Tapa Wha) | O polvo (Te Wheke)                          | Estruturas de suporte (Nga Pou Mana)  |
| ------------------------------- | ------------------------------------------- | ------------------------------------- |
| Espiritualidade (Wairua)        | Espiritualidade (Wairuatanga)               | Família (Whanaunga-tanga)             |
| Saúde mental (Hinengaro)        | Saúde mental (Hinengaro)                    | Patrimônio cultural (Taonga tuku iho) |
| Físico (Tinana)                 | Físico (Tinana)                             | Ambiente (Te Ao tūroa)                |
| Família (Whanau)                | Família (Whānaungatanga)                    | Base terrestre (Turangawaewae)        |
|                                 | Singularidade (Mana ake)                    |                                       |
|                                 | Vitalidade (Mauri)                          |                                       |
|                                 | Patrimônio cultural (Ha a koro ma a kui ma) |                                       |
|                                 | Emoções (Whatumanawa)                       |                                       |

## Medição

### Distância

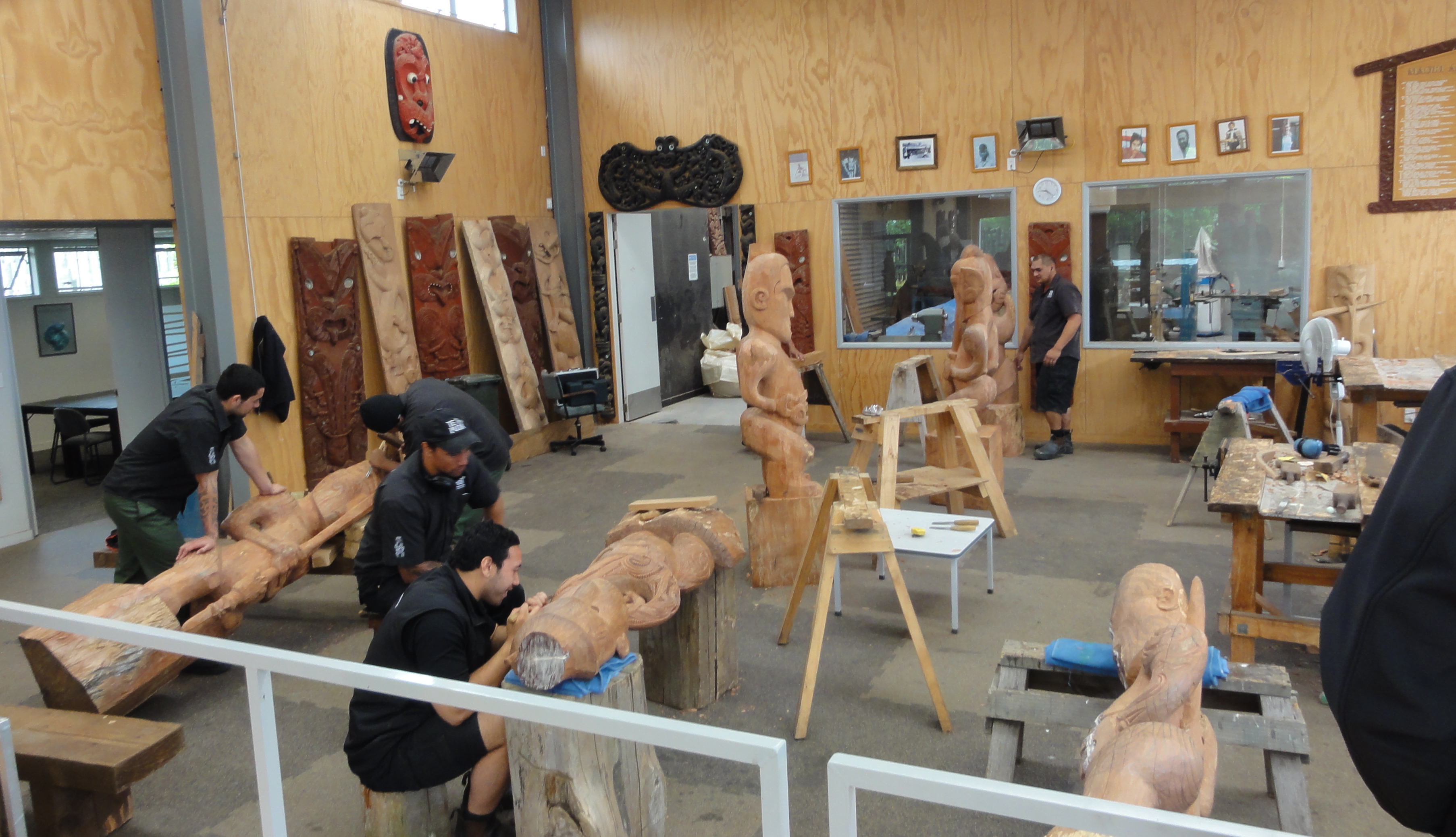
Whakarewarewa, escultura escolar usada para propagar mātauranga

Existem dois tipos gerais de medição de distância em mātauranga Māori, aqueles baseados no corpo humano e aqueles baseados em bastões de medição ou cordas. O sistema de medição baseado em humanos incluía muitas unidades diferentes, como 'maro', que era a extensão dos braços estendidos horizontalmente. Suspeita-se que esses sistemas eram apenas de uso local devido à variação entre as pessoas. O 'kumi' tinha o comprimento de dez 'maro', este é o único multiplicador registrado em mātauranga. Nossa evidência do sistema humano é altamente dependente do antropólogo Elsdon Best.
A vara de medir (rauru) era uma forma de preservar uma dimensão humana particular. Alguns rauru foram transmitidos através das gerações como objetos sagrados e registraram as dimensões de ancestrais importantes. Cordas também foram usadas na medição, principalmente na construção de plantas baixas de edifícios.
| Nome     | Comprimento                                                                                                |
| -------- | --- |
| Pakihiwi | Ombro à ponta dos dedos                                                                                    |
| tuke     | Cotovelo na ponta dos dedos                                                                                |
| Koiti    | Dedo mindinho                                                                                              |
| Konui    | Primeira articulação do polegar                                                                            |
| Ringa    | Largura da mão                                                                                             |
| Awanui   | Largura de duas mãos (dedos fechados) mais comprimento dos polegares (estendidos com as pontas se tocando) |

### Tempo
Mātauranga usa observações astronômicas, principalmente do Sol e da Lua para medir o tempo. As fases da Lua são usadas para definir a principal subdivisão do ano (maramataka). O calendário do Ano Novo variou regionalmente em toda a Nova Zelândia, mas muitas vezes foi baseado no aglomerado estelar das Plêiades (Matariki). Alguns iwi, por exemplo, usaram a primeira lua nova após o aparecimento de Matariki como o início do ano novo. Os diferentes ciclos lunares do ano e as quatro estações reconhecidas foram usados para planejar a agricultura e atividades, como a pesca.

## O mundo natural

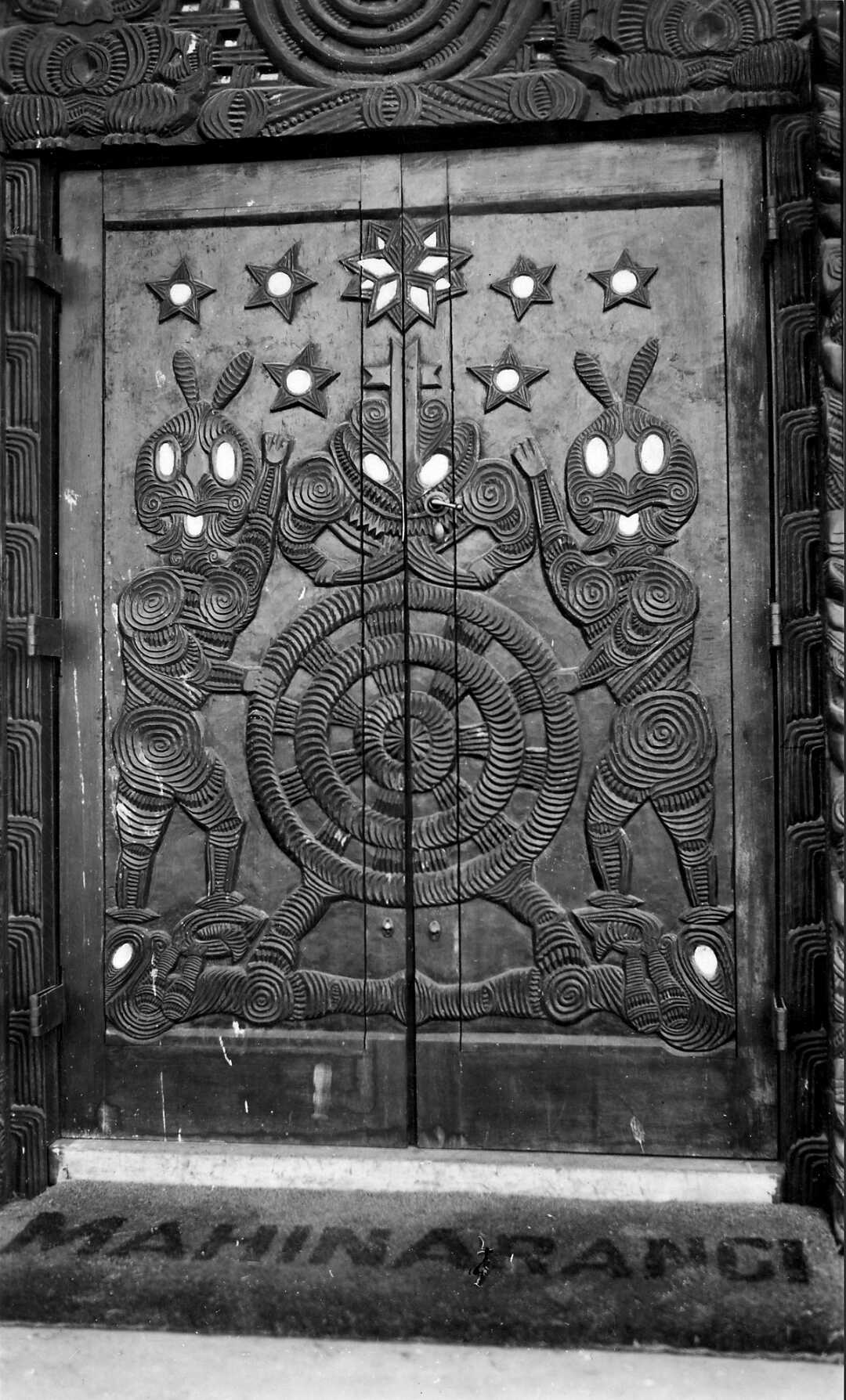
Porta esculpida em madeira exibindo o brasão dos reis Māori (Te Paki o Matariki), que inclui uma representação da constelação Matariki (Plêiades).

A mãe terra Papatūānuku e terra (Whenua) também é o nome de uma placenta. As genealogias são frequentemente usadas para mostrar a conexão entre os fenômenos naturais. Por exemplo, Parawhenuamea (a personificação da água) casou-se com seu irmão Putoto. O filho deles, Rakahore, casou-se com Hinekuku (a donzela de barro), seus filhos foram Tuamatua (guardião das rochas encontradas na costa do mar) e Whatuaho (grauvaque e sílex) e Papakura (rochas vulcânicas).
Rochas que tinham utilidade prática (mana) como jade (Pounamu) ou rocha sedimentar metassomatizada (Pakohe) eram principalmente provenientes de rios e da costa marítima. No entanto, ao longo das montanhas da Ilha do Sul, também foram extraídos afloramentos.
A manutenção e modificação do solo era comum para a horticultura. Isso incluiu a adição de cascalho ou areia para drenagem e algas marinhas como fertilizante. A preocupação de Mātauranga com o solo também é demonstrada por haver mais de 33 nomes conhecidos para diferentes tipos.

### Cultivo de kūmara

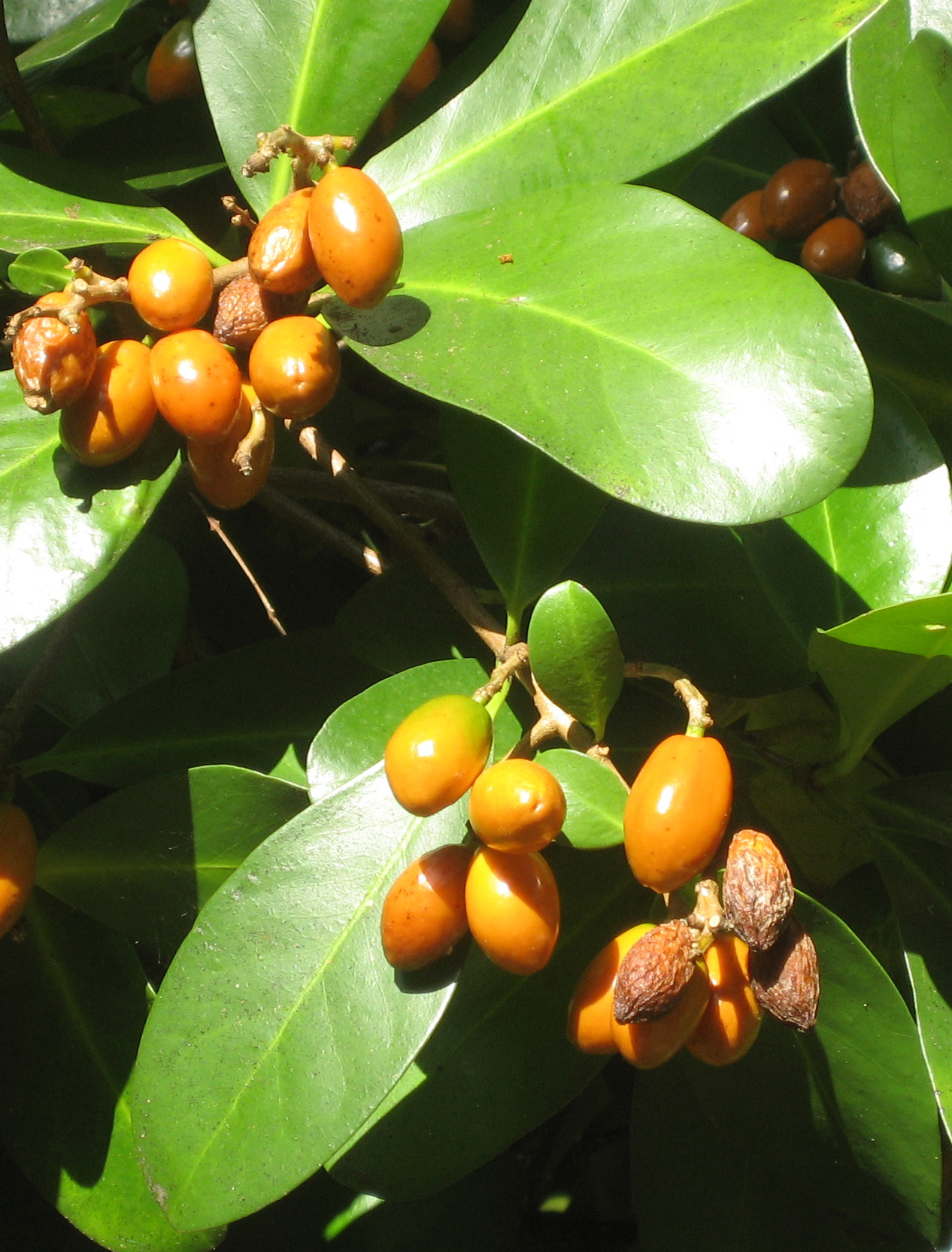
A fruta Karaka pode causar paralisia quando ingerida. Para evitar isso, os povos Māori os cozinhavam e os molhavam em água. William Skey isolou o composto venenoso, que demonstrou ser destruído em temperaturas acima de 100°C.

Na época em que os colonos europeus chegaram, Māori tinha grandes plantações de kūmara (batata-doce) crescendo em muitas partes da Nova Zelândia. De acordo com a história oral Māori, os kūmara não estavam a bordo das canoas originais que colonizaram a Nova Zelândia, mas foram introduzidos após várias viagens de retorno ao Pacífico. Os Kūmara eram tradicionalmente cultivados até o sul da Península de Banks. Isso é aproximadamente mil quilômetros mais ao sul do que o kūmara foi cultivado em qualquer outro lugar do mundo. A variedade cultivada por Māori antes do século XIX tinha uma pele branca e polpa esbranquiçada, ao contrário das variedades roxas ou laranja de hoje. As variedades pré-europeias cultivadas por Māori podem ser deixadas no solo o ano todo nos trópicos, mas nas condições frias da Nova Zelândia, os tubérculos estragam se deixados em solo frio durante o inverno e a primavera. Uma ampla gama de técnicas foi desenvolvida para garantir uma produção confiável, incluindo escolha cuidadosa dos locais de cultivo, drenagem, aplicação de cobertura morta e outros materiais para aumentar a temperatura do solo, construção de paredes para proteger a cultura do vento e o levantamento e cuidado armazenamento de tubérculos durante o inverno.

### Pessoas notáveis
Uma mulher notável foi Wahakaotirangi, cujo nome se traduz em "conclusão do céu". Como um dos primeiros cientistas da Nova Zelândia, Wahakaotirangi trouxe kumara para a região de Waikato. Quando em Waikato, Wahakaotirangi construiu jardins nos quais experimentou o cultivo de plantas comestíveis e medicinais, em particular estudando como fazer o kumara crescer em seu clima mais fresco. Esta foi uma inovação essencial para o povo Tainui de Waikato, pois forneceu-lhes uma fonte confiável e sustentável de alimentos. Wahakaotirangi também fez parte da invenção e lançamento da canoa Tainui.
Outra mulher notável foi Pirongia-te-aroaro-ō-Kahu, ou mais comumente conhecida como Kahupeka. Após a morte de seu marido e sua própria doença, ela viajou para King Country e estudou os usos medicinais de plantas nativas como harakeke, koromiko, kawakawa e rangiora. Os experimentos de Kahupeka ajudaram o povo Māori a utilizar adequadamente centenas de diferentes plantas medicinais.

## Prática moderna

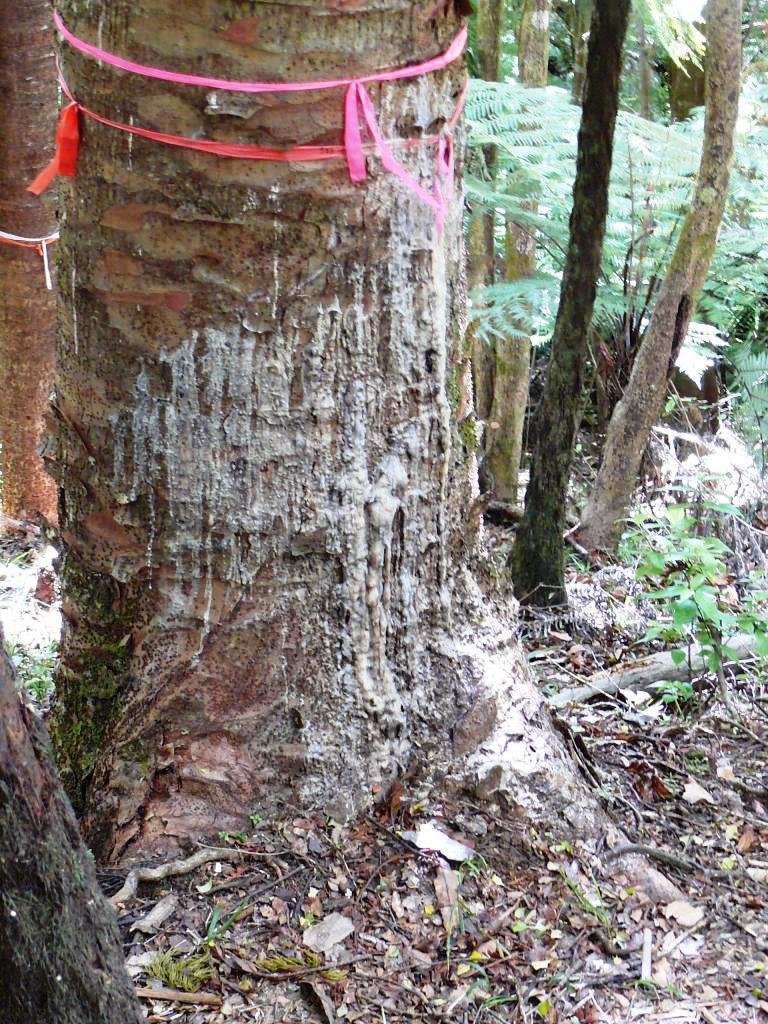
Mātauranga está sendo empregado no tratamento da morte de kauri.

Mātauranga tem uma forte influência no pensamento da maioria dos povos Māori na atualidade.
A ciência Māori mais tradicional está agora focada em um problema prático específico com organizações baseadas na ciência em parceria com iwi, normalmente com financiamento do governo. Os resultados incluem publicações científicas tradicionais, bem como benefícios concretos para a iwi. Alguns exemplos incluem a toxicidade geotérmica em alimentos e a identificação de novos compostos antimicrobianos.
A ciência maori tradicional teve grandes impactos na Nova Zelândia pré-colonial. Por exemplo, as inovações de Wahakaotirangi na agricultura garantiram a formação e a sobrevivência do povo Tainui. Essa influência persiste e é vista em casos como a Estratégia de Biodiversidade do Departamento de Conservação da Nova Zelândia, que afirma que até 2020, “o conhecimento tradicional Māori, ou mātauranga Māori, sobre a biodiversidade é respeitado e preservado e informa a gestão da biodiversidade”.

## Politização e crítica de mātauranga

### Eficácia da gestão ambiental
A arqueologia e a geologia quaternária mostram que o ambiente natural da Nova Zelândia mudou significativamente durante o período pré-colonial da ocupação Māori. Isso levou alguns acadêmicos a questionar a eficácia do conhecimento tradicional Māori na gestão do meio ambiente. As mudanças ambientais são semelhantes àquelas após a ocupação humana em outras partes do mundo, incluindo o desmatamento (aproximadamente 50%), a perda da megafauna, extinções de espécies mais gerais e degradação do solo devido à agricultura. Os modelos preferidos pelos acadêmicos hoje descrevem os Māori pré-coloniais como acessando recursos com base na facilidade de acesso e retorno de energia. Isso envolveria a mudança de um local ou fonte de alimento para outro quando o original se tornasse menos gratificante. Historicamente, os modelos acadêmicos de gestão ambiental pré-colonial têm estado intimamente ligados à ideia do 'Nobre Selvagem' e à hipótese agora desmascarada de múltiplas etnias serem responsáveis por diferentes aspectos do registro arqueológico da Nova Zelândia.

### Relação com a ciência institucional
Após o Renascimento Māori, os acadêmicos Māori fizeram campanha pela criação de departamentos independentes de Estudos Māori. Havia um sentimento geral de que Māori mātauranga deveria ser estudado pelo povo Māori, particularmente nas áreas de antropologia e arqueologia. A história dos avanços científicos Māori tradicionais é ensinada em nível terciário na Universidade Victoria de Wellington e na Universidade de Canterbury.
Sob a colonização, o povo Māori, e as mulheres, sobretudo, foram tratadas como sujeitos e não como criadores de conhecimento científico, um tratamento que continua a afetar o contexto sociológico das mulheres Māori na ciência até hoje. Mulheres notáveis no campo da ciência Māori tradicional incluem Makereti Papakura, que escreveu uma tese sobre o povo Māori, e Rina Winifred Moore, a primeira médica Māori na Nova Zelândia. A Royal Society Te Apārangi também identifica 150 mulheres e suas notáveis contribuições para a Nova Zelândia no campo da ciência.
Em 2021, The Listener publicou uma carta intitulada "In Defense of Science", coassinada por vários cientistas neozelandeses, entre eles Douglas Elliffe, Kendall Clements, Garth Cooper, Michael Corballis, Elizabeth Rata, Robert Nola e John Werry. A carta veio em resposta à proposta de inclusão de Mātauranga Māori no currículo escolar em igualdade de condições com "outros corpos de conhecimento", com os autores argumentando que Mātauranga Māori "fica muito aquém do que pode ser definido como ciência em si", e contestando "a noção de que a ciência é uma invenção da Europa Ocidental e evidência do domínio europeu sobre Māori e outros povos indígenas." A Carta gerou polêmica e pede expulsões da Sociedade Real da Nova Zelândia, terminando com Cooper e Eilliffee se demitindo da sociedade em protesto. Os autores foram posteriormente apoiados por Richard Dawkins, que argumentou que "as crianças da Nova Zelândia aprenderão a verdadeira maravilha do DNA, ao mesmo tempo em que serão confundidas pela doutrina de que toda vida pulsa com uma força vital conferida pela Mãe Terra e pelo Pai Celestial".